# 宝马镇 (仁寿县)
宝马乡，是中华人民共和国四川省眉山市仁寿县下辖的一个乡镇级行政单位。2019年12月，宝马镇三友社区、镇山社区、石联社区、军旗社区所属行政区域划归普宁街道管辖。

## 行政区划
宝马乡下辖以下地区：
红水村、石联村、尖兵村、决心村、镇山村、三友村、军旗村、军民村、军农村、高照村、小沟村和石缸村。
2019年12月调整后，宝马镇辖决心社区、洪水村、石缸村、尖兵村、小沟村、军民村、军农村、高照村所属行政区域。